# Tobias Halland Johannessen
Tobias Halland Johannessen (Drøbak, Noruega, 23 de agosto de 1999) é um ciclista profissional norueguês que compete com a equipa Uno-X Pro Cycling Team. O seu irmão gémeo Anders também é ciclista.

## Trajetória
Em 2021 deu o salto ao profissionalismo na disciplina de rota com o Uno-X Dare Development Team. Em junho finalizou segundo no Giro Ciclistico d'Itália e depois da prova anunciou-se seu contrato pelo Uno-X Pro Cycling Team para o ano 2022. No mês seguinte participou nos Jogos Olímpicos de Tokio 2020, e em agosto conseguiu suas primeiras vitórias ao impor-se em duas etapas do Sazka Tour e no Tour de l'Avenir, onde também conseguiu outras duas etapas.

## Palmarés
- 2021
  - 2 etapas do Sazka Tour
  - Tour de l'Avenir, mais 2 etapas

- 2022
  - 1 etapa da Estrela de Bessèges

## Resultados em Grandes Voltas
| Corrida | Corrida         | 2021 | 2022 | 2023 |
| ------- | --------------- | ---- | ---- | ---- |
|         | Giro d'Italia   | —    | —    | —    |
|         | Tour de France  | —    | —    |      |
|         | Volta a Espanha | —    | —    | —    |

—: não participa
Ab.: abandono

## Equipas
- Uno-X Dare Development Team (2021)
- Uno-X Pro Cycling Team (2022-)